# ويف هيل

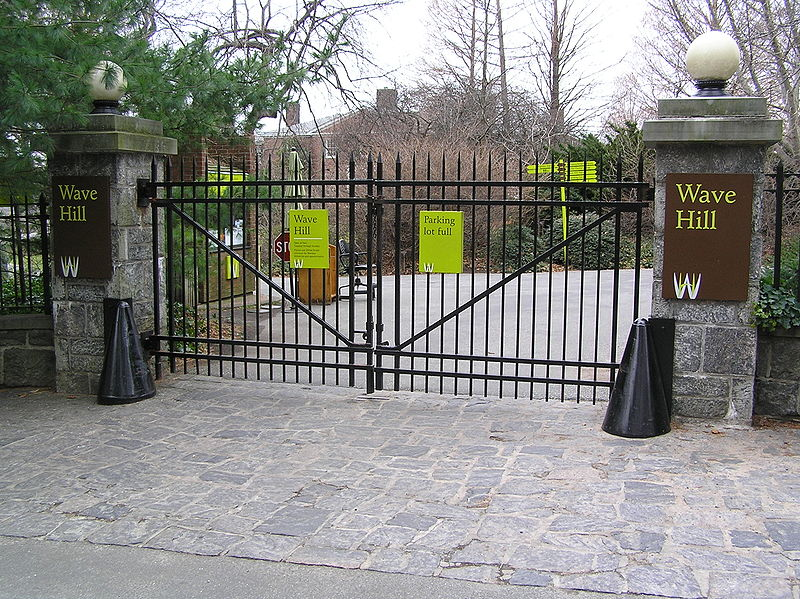
مدخل الحديقة

ويف هيل (بالإنجليزية: Wave Hill)‏ هي حديقة بريطانية في مدينة نيويورك بالولايات المتحدة الأمريكية. مساحتها 28 أكر (11 هكتار) حديقة Wave Hill، الواقعة في حي Riverdale في برونكس، نيويورك، هي واحة خضراء ذات طابع فريد وجمالي. تأسست في عام 1965، وتبلغ مساحتها حوالي 28 فدانًا، حيث تمتد على أراضٍ تطل على نهر هادسون، مما يوفر مناظر خلابة ومحيطًا طبيعيًا هادئًا.
تُعرف الحديقة بتنوع حدائقها التي تشمل حدائق الزهور، والنباتات البرية، والمناطق الطبيعية التي تعكس جمال المناظر الطبيعية في المنطقة. تقدم Wave Hill مجموعة متنوعة من الأنشطة والبرامج الثقافية، بما في ذلك المعارض الفنية، والفعاليات التعليمية، وورش العمل التي تستهدف جميع الأعمار.
واحدة من أبرز ميزات الحديقة هي المناظر الطبيعية الخلابة التي توفرها، بما في ذلك الإطلالات الرائعة على نهر هادسون والتضاريس المتنوعة التي تشمل التلال وممرات المشي. يُعتبر المكان مثاليًا للتجول والاسترخاء، ويقدم تجربة فريدة لكل من يبحث عن هروب من صخب المدينة.
من خلال الجمع بين الجمال الطبيعي والأنشطة الثقافية، تظل حديقة Wave Hill مركزًا مهمًا في نيويورك، يعكس جمال الطبيعة ويعزز التجربة الثقافية للمجتمع والزوار حديقة Wave Hill هي ملاذ طبيعي يقع في حي Riverdale في برونكس، نيويورك، وتعد واحدة من وجهات التنزه الفريدة في المدينة. تمتد الحديقة على حوالي 28 فدانًا وتوفر مناظر خلابة لنهر هادسون والتلال المحيطة. تأسست في عام 1965، وتجمع بين جمال الطبيعة والأنشطة الثقافية.
تتميز الحديقة بمجموعات متنوعة من النباتات، بما في ذلك حدائق الزهور والنباتات البرية التي تعكس تنوع البيئة الطبيعية. تقدم Wave Hill برامج تعليمية، وورش عمل، ومعارض فنية تساهم في تعزيز التفاعل الثقافي والفني.
المساحات الخضراء والممرات المشجرة توفر للزوار فرصًا للتجول والاستمتاع بالمناظر الطبيعية الهادئة. تعد الحديقة مكانًا مثاليًا للهدوء والاسترخاء، مما يجعلها وجهة مفضلة للعائلات والباحثين عن استراحة من صخب المدينة.